# فندقلو (ميانة)
فندقلو هي قرية في مقاطعة ميانة، إيران. يقدر عدد سكانها بـ 391 نسمة بحسب إحصاء 2016.